# NGC 1932
NGC 1932 – gwiazda znajdująca się w gwiazdozbiorze Złotej Ryby, widoczna na tle Wielkiego Obłoku Magellana. Jej jasność to 13,8m. Zaobserwował ją John Herschel 2 listopada 1834 roku i umieścił w swoim katalogu obiektów mgławicowych. W bazie SIMBAD obiekty NGC 1932 i NGC 1933 mają zamienione nazwy, czyli gwiazda ta znajduje się tam pod oznaczeniem NGC 1933.